# Olivia Montauban
Olivia Montauban, née le 26 août 1991 aux Abymes, est une coureuse cycliste française.

## Biographie
En 2008 au Cap et 2009 à Moscou, elle remporte le championnat du monde juniors de vitesse par équipes.
Elle arrête la compétition à l'issue de la saison 2015.
Elle se marie en 2017 avec le cycliste Grégory Baugé.

## Palmarès

### Championnats du monde
- Le Cap 2008
  -  Championne du monde de vitesse par équipes juniors (avec Magali Baudacci)
  -  Médaillée d'argent du keirin juniors
- Moscou 2009
  -  Championne du monde de vitesse par équipe juniors (avec Magali Baudacci)
- Minsk 2013
  - 5e de la vitesse par équipes
  - 10e de la vitesse individuelle
  - 10e du keirin
- Cali 2014
  - 14e de la vitesse individuelle
- Saint-Quentin-en-Yvelines 2015
  - 6e de la vitesse par équipes

### Coupe du monde
- 2012-2013
  - 3e de la vitesse par équipes à Glasgow

### Championnats d'Europe
| Juniors et espoirs - Pruszków 2008 - Médaillée d'argent de la vitesse par équipes juniors (avec Magali Baudacci) - Minsk 2009 - Championne d'Europe de la vitesse par équipes juniors (avec Laurie Berthon) - Médaillée d'argent du 500 mètres juniors - Anadia 2011 - Médaillée d'argent de la vitesse espoirs - Médaillée d'argent du keirin espoirs - Anadia 2012 - Médaillée d'argent de la vitesse espoirs - Médaillée de bronze du 500 mètres espoirs - Anadia 2013 - Médaillée d'argent du keirin espoirs | Élites - Panevėžys 2012 - Médaillée de bronze de la vitesse par équipes |

### Championnats nationaux
- 2008
  -  Championne de France du 500 mètres juniors
  -  Championne de France de vitesse juniors
- 2009
  -  Championne de France du 500 mètres juniors
  -  Championne de France de vitesse juniors
- 2012
  -  Championne de France de vitesse
  -  Championne de France du keirin
  - 2e du 500 mètres
- 2013
  -  Championne de France du keirin
  - 2e de la vitesse
  - 3e du 500 mètres
- 2014
  - 2e de la vitesse
  - 2e du keirin
  - 3e du 500 mètres
- 2015
  - 2e de la vitesse
  - 2e du 500 mètres
  - 3e du keirin